# Szexkemping
A Szexkemping (eredeti cím: Renesse) 2016-ban bemutatott holland filmvígjáték Willem Gerritsen rendezésében. A főszerepben Niek Roozen, Martijn van Eijzeren, Simon Kindermans és Sam Doets látható. A film fő helyszíne a zeelandi Renesse nevű tengerparti üdülőhely.
A filmet Hollandiában 2016. július 7-én mutatták be, Magyarországon szeptember 1-jén jelent meg az ADS Service forgalmazásában.

## Rövid történet
Négy tinédzser úgy dönt, hogy a nyári vakációt egy tengerparti kempingben töltik. Hivatalosan azért, hogy szétszórják nagyapjuk hamvait, de elsősorban azért, hogy végre lefeküdjenek valakivel.

## Szereplők
| Szerep     | Színész              | Magyar hang     |
| ---------- | -------------------- | --------------- |
| Bas        | Niek Roozen          | Baráth István   |
| Luca       | Martijn van Eijzeren | Czető Roland    |
| Daniel     | Simon Kindermans     | Baradlay Viktor |
| Thijs      | Sam Doets            | Timon Barna     |
| Mike       | Sem Klarenbeek       | Markovics Tamás |
| Roderick   | Robert Kuipers       | Joó Gábor       |
| Rosalie    | Yasmin Karssing      | Czető Zsanett   |
| Marcus     | Martijn Lavrijssen   | Kapácsy Miklós  |
| Emmanuelle | Ella-June Henrard    | Csifó Dorina    |

## Filmzene
- P. Meers – Renesse Clux Mix
- Adam Brown, James Stocker – Fracture
- Stephan Michael Sechi, Alphonzo – Hey Yo
- Mickey Smid – I Want More Daisy
- C. Less – KFA Disco Feel
- Miley Cyrus – Perfect Storm
- Jamen Brooks – Shine On